# Tantilla wilcoxi
Tantilla wilcoxi (чіуауанська чорноголова змія) — вид змій родини полозових (Colubridae). Мешкає в США і Мексиці.

## Поширення і екологія
Чіуауанські чорноголові змії мешкають в горах Уачука, Санта-Ріта та Патагонія на крайньому південному сході Аризони, а також в північній і центральній Мексиці. Вони живуть в скелястих каньйонах та на кам'янистих схилах, порослих напівпустельними чагарниками і травами, сосново-дубовими лісами і вічнозеленими лісами. Зустрічаються на висоті від 910 до 2440 м над рівнем моря.